# 薩爾布呂肯市政廳
薩爾布呂肯市政廳（德語：Rathaus St. Johann）是位於德國城市薩爾布呂肯的一座建築，也是薩爾布呂肯的市政廳。薩爾布呂肯市政廳修建於1897年至1900年，是薩爾州世俗建築中最大的哥特式建築。

## 外部連結
- Rathaus St. Johann （页面存档备份，存于） bei saarbruecken.de
- Template:Saarländische Bibliographie